# Здравко Кузмановић
Здравко Кузмановић (Тун, 22. септембар 1987) бивши је српски фудбалер, који је играо на средини терена.

## Клупска каријера
Кузмановић је рођен у Туну, Швајцарска, а пореклом је из Скугрића код Модриче у Републици Српској. Потиче из фудбалске породице, деда и отац играли су у Звијезди из Градачца, а Кузмановић сениор је једно време играо и у Берлину, одакле је и дошао у Швајцарску и носио дрес ФК Тун. Здравко је почео да тренира фудбал у ФК Диренаст из Туна. Током 2002. године је прешао у млађе категорије Јанг бојса, да би две године касније постао играч Базела. У првом тиму Базела се усталио у сезони 2005/06.
У јануару 2007. је потписао уговор са Фјорентином у трајању од четири и по године. Дебитовао је за клуб 4. марта 2007. на првенственој утакмици са Торином. До краја сезоне 2006/07. је забележио још три наступа у Серији А. У наредној 2007/08. сезони постаје стандардан првотимац. Први гол је за Фјорентину је постигао 17. фебруара 2008. на првенственој утакмици са Катанијом. У овој сезони је забележио 34 наступа у Серији А, а поред тога је још 12 пута излазио на терен у Купу УЕФА, где је клуб елиминисан у полуфиналу од Глазгов Ренџерса. Кузмановић је постигао и један гол у Купу УЕФА, и то у четвртфиналној утакмици против Евертона. У сезони 2008/09. је забележио 32 наступа у Серији А, уз два постигнута гола. Поред тога у овој сезони је по први пут заиграо и у групној фази Лиге шампиона, где су противници његовог клуба били Бајерн Минхен, Олимпик Лион и Стеауа. Почео је и сезону 2009/10. у Фиорентини, с тим што није наступио ни на једној утакмици, након чега је последњег дана летњег прелазног рока, 31. августа 2009, прешао у немачки Штутгарт, са којим је потписао четворогодишњи уговор.
Три и по сезоне је играо за Штутгарт и током тог периода је одиграо 96 утакмица у Бундеслиги, уз 17 постигнутих голова. Забележио је још 21 наступ у европским утакмицама а играо је и на 10 мечева у Купу Немачке. Са Штутгартом је играо и у групној фази Лиге шампиона у сезони 2009/10. Клуб је тада прошао групу у којој су му противници били Севиља, Глазгов Ренџерс и Униреа, након чега је елиминисан у осмини финала од Барселоне. Крајем јануара 2013. године, Кузмановић је напустио Штутгарт и прешао у Интер из Милана. За две и по сезоне, колико је провео у Интеру, одиграо је 55 такмичарских утакмица уз један постигнут гол. Једини гол је постигао 27. новембра 2014. на утакмици са украјинским Дњепром у групној фази Лиге Европе.
У јуну 2015. се вратио у Базел, са којим је потписао петогодишњи уговор. Провео је једну полусезону у Базелу, након чега је у јануару 2016. прослеђен на позајмицу у Удинезе до краја такмичарске 2015/16. Након истека позајмице у Удинезеу, Кузмановић се није вратио у Базел већ је поново позајмљен, овога пута шпанској Малаги. У Малаги је је пропустио већи број утакмица због повреда Ахилове тетиве, листа и бутног мишића и у периоду од две године је одиграо само 12 мечева. Од сезоне 2018/19. је поново био у Базелу. У мају 2019. са Базелом је освојио Куп Швајцарске, што му је и први трофеј у играчкој каријери. У сезони 2019/20. је одиграо само три меча у првенству и два у купу, углавном због серије повреда. У сезону је ушао са повредом леђа, а онда је после неколико одиграних мечева покидао Ахилову тетиву. Након истека уговора 30. јуна 2020, Базел је објавио да неће продужити уговор са Кузмановићем.
Кузмановић је у октобру 2020. године објавио да завршава играчку каријеру.

## Репрезентација
Наступао је у млађим репрезентативним селекцијама Швајцарске. У марту 2007. је одбио позив селектора младе репрезентације Швајцарске пред мечеве те селекције са Турском и Босном и Херцеговином. Иако је био стални члан и капитен швајцарске младе репрезентације, после позива Фудбалског савеза Србије је одлучио да убудуће наступа за репрезентацију Србије.
За сениорску репрезентацију Србије је дебитовао док је селектор био Хавијер Клементе. Први наступ је имао 2. јуна 2007. у победи (0:2) на гостовању Финској у Хелсинкију у квалификацијама за Европско првенство 2008. године. Прве голове у националном дресу је постигао на својој другој утакмици, 22. августа 2007, у поразу од Белгије (2:3), када је био двоструки стрелац. Кузмановић је играо и код селектора Радомира Антића у успешним квалификацијама за Светско првенство 2010. у Јужној Африци. Постигао је и гол у одлучујућој утакмици за пласман на Мундијал, 10. октобра 2009. у победи од 5:0 над Румунијом на Стадиону Црвене звезде у Београду. Наступио је на све три утакмице Мундијала у Јужној Африци (Гана, Немачка, Аустралија). На првом мечу са Ганом је скривио једанаестерац који је афричка селекција реализовала и на крају славила резултатом 1:0.
Последњи пут у дресу репрезентације Србије је наступио 14. новембра 2014. на утакмици са Данском у оквиру квалификација за Европско првенство 2016. у Француској. Укупно је у дресу сениорске репрезентација Србије одиграо 50 утакмица уз шест постигнутих голова.

### Голови за репрезентацију
| #  | Датум              | Место           | Противник     | Гол | Резултат | Такмичење                                 |
| -- | ------------------ | --------------- | ------------- | --- | -------- | ----------------------------------------- |
| 1. | 22. август 2007.   | Брисел, Белгија | Белгија       | 2-1 | 3-2      | Квалификације за Европско првенство 2008. |
| 2. | 22. август 2007.   | Брисел, Белгија | Белгија       | 3-2 | 3-2      | Квалификације за Европско првенство 2008. |
| 3. | 10. октобар 2009.  | Београд, Србија | Румунија      | 3-0 | 5-0      | Квалификације за Светско првенство 2010.  |
| 4. | 3. март 2010.      | Алжир, Алжир    | Алжир         | 0-2 | 0-3      | Пријатељска                               |
| 5. | 6. септембар 2011. | Београд, Србија | Фарска Острва | 3-1 | 3-1      | Квалификације за Европско првенство 2012. |
| 6. | 28. фебруар 2012.  | Лимасол, Кипар  | Јерменија     | 0-2 | 0-2      | Пријатељска                               |